# Вознесенське (Броварський район)
Вознесе́нське ( до 1927— Попівка, у 1927— 2016 - Жовтневе) — село Броварського району Київської області. Входить в склад Згурівської селищної громади.
Селом протікає річка Перевід, притока Удаю. Унаслідок її замулення на території села утворився великий став.

## Історія
Входило до складу:
- Пирятинського повіту Полтавської губернії — з початку територіального поділу,
- Попівської сільради — з 1921,
- Яготинського району, Прилуцької округи Полтавської губернії — з 1923,
- Жовтневської сільради Київській області — з 1927,
- Згурівського району — з 1935 ,
- Яготинського району — з 1963,
- Згурівського району — з 1986,
- Згурівської селищної громади Броварського району — з 2020.

### Історія Попівки до XX століття
Історична назва села походить від першопоселенців — сім'ї попа. Засноване село було близько 1720 року. У кріпацькі часи Попівка була досить невеликим сільцем, однак після скасування кріпацького устрою вона почала швидко розростатися та поповнюватися жителями. До цього вона належала віце-губернатору Харківської губернії М. К. Катериничу, який мав також три тисячі десятин землі навколо у двох економіях. По реформі Катеринич продав одну економію поміщику Стариковському, а другу здав в оренду Гольфонду Борису Наумовичу. Нащадки обох володіли землею до перевороту 1917 року.
Село є на мапі 1812 року як Попівка.
1859 - 100 дворів, 845 жителів.

Виписка з книги «Шляхи, що примикають до Києва, і лінії північній частині області» В. В. Морачевського, Б. Г. Карпова та І. М. Малишевої (Розділ IX):[джерело?]
|  | Верстах у 24 на північний схід від Яготина, на тракті в Прилуки знаходиться волосне село Попівка, що має 1200 жителів, лавки, до 80 вітряних млинів, селітряний та цегляний заводи; в епоху звільнення селян село належало Кир. Осип. Катериничу, який володів тут більш ніж 6000 десятинами земліОригінальний текст (рос.) Верстах в 24 к сев.-вост. от Яготина, по тракту в Прилуки находится волостное Село Поповка, имеющее 1.200 жит., лавки, до 80 ветр. мельниц, селитряный и кирпичный завод; в эпоху освобождения крестьян село принадлежало Кир. Осип. Катеринич, владевшему здесь более чем 6.000 дес. земли. |

У Попівці існували трикласна земська та церковноприходська школи. В останній навчання проводив дяк. Селян обслуговувала земська дільнична лікарня. Була у селі й кам'яна церква. Через це, а також через наявність волосного правління та інтелігенції, рівень освіти жителів Попівки був вищий за такий у навколишніх поселеннях.
1905 року селяни взяли участь у виступах, якими було охоплено чимало сіл в Україні. Особливою активністю відзначилися Михайло Сутуга, Карпо Сутуга, Сава Злобін, Кузьма Редько, Павло Редько, Трифон Кабанець, Свирид Сухий. Виступ було придушено. 1912 - 1307 мешканців.
Коли 1918 року до Попівки увійшли німецькі війська разом із синами поміщиків Стариковського і Катеринича, селяни, захищаючи награбоване, організували партизанський загін, який вступив з ними в бій. Організаторами виступили Петрик Іван Артемович та Климовський Олександр Данилович. У 1919 році село було зайнято військами Денікіна, що вчинили над селянами жорстокі розправи.

### Село в радянські часи
У 1921 році в Попівці створено партійну організацію, керівником якої був Петрик Іван Артемович. 1924 року створено комсомольську організацію в складі 10 осіб, яку очолював Кіт Яків Макарович, а на початку 1928 року за ініціативою комуністів на території вже Жовтневого (село перейменовано 1927 року на честь Жовтневого перевороту) організовано три товариства зі спільного обробітку землі. У 1929–1930 роках за активної участі партійного омсередку та його секретаря Сутуги Сергія Корнійовича на базі цих товариств створено колгосп, головою якого обрано Загребельного Кирила Йосиповича. Допомагала парторганізації в зміцненні колгоспу комсомольська організація, секретарем якої був Тарасенко Микола Семенович, а активними членами були Капустянський Максим, Заярна Марія, Голуб Наталія, Анікієнко Федір, Заярний Іван та багато інших.
1931 року колгосп імені ЛКСМУ розукрупнено з утворенням трьох колгоспів: «Незаможник» (с. Гречана Гребля), імені Будьонного (с. Петрівське, згодом с. Вишневе), імені ЛКСМУ (с. Жовтневе). Цього ж року на території сільради завершено колективізацію.
Колгоспи з кожним роком зміцнювались і розвивались, підвищувався рівень продуктивності праці, зростала натуральна і грошова оплата колгоспників. Деякі колгоспниці були послідовниками руху п'ятисотенниць, серед них Ярославська Єлизавета Миколаївна та Горбенко Варвара Марківна. Однак під час Другої Світової війни колгоспи були зруйновані, господарство занепало, на роботи до Німеччини було вивезено 342 особи.
Під час Другої світової загинуло близько 300 жителів Вознесенського.
Після реокупації комуністами села від нацистських окупантів, розпочалася активна примусова відбудова, як засобу пограбування, колективного господарства селянами. У повоєнний період на чолі господарства стояв Годованик Мирон Мусійович, а з 1950 року об'єднаний колгосп «Росія» очолює комуніст Прокопенко Микола Максимович, який обіймав цю посаду шістнадцять років.
Після аварії на Чорнобильській АЕС у Вознесенському протягом липня-серпня 1986 року було збудовано 60 будинків садибного типу, школу-дитячий садок, відділення зв'язку, автоматичну телефонну станцію, котельню, їдальню і т. д. Восени цього ж року до села прибули переселенці із зони відчуження — колишні жителі села Іллінці Чорнобильського району.

### Незалежна Україна
2006 року сільським головою обрано Семененко Галину Михайлівну, а з 9 листопада 2010 року посаду сільського голови посідає Шовкун Тетяна Олександрівна.
Нині в селі знаходиться відділок «Жовтневий» спільного українсько-великобританського товариства «Нива Переяславщини».
Село було внесено до переліку населених пунктів, які потрібно перейменувати згідно із законом «Про засудження комуністичного та націонал-соціалістичного (нацистського) тоталітарних режимів в Україні та заборону пропаганди їхньої символіки».
З 1 квітня 2016 року село має назву Вознесенське.
1986— 2020 рік село  в складі Згурівського району.
З 2020 входить в склад Згурівської селищної громади Броварського району.

## Пам'ятки
Село Вознесенське має ряд цікавих пам'яток:
- Церква Вознесіння Господнього (1808; пам'ятка архітектури).
- Руїни панського палацу (1914)
- Дві будівлі земської лікарні (початок ХХ ст.)

У селі донедавна існувала будівля колишньої земської школи, що мала елементи українського архітектурного модерну. На жаль, 2015 року споруду було розібрано.

## Населення
За даними Всеукраїнського перепису 2001 року, у селі проживало 485 осіб. З них своєю рідною мовою вказали:
| Мова       | Кількість осіб | Відсоток |
| ---------- | -------------- | -------- |
| українська | 470            | 96,91 %  |
| російська  | 13             | 2,68 %   |
| білоруська | 2              | 0,41 %   |